# Wan Li

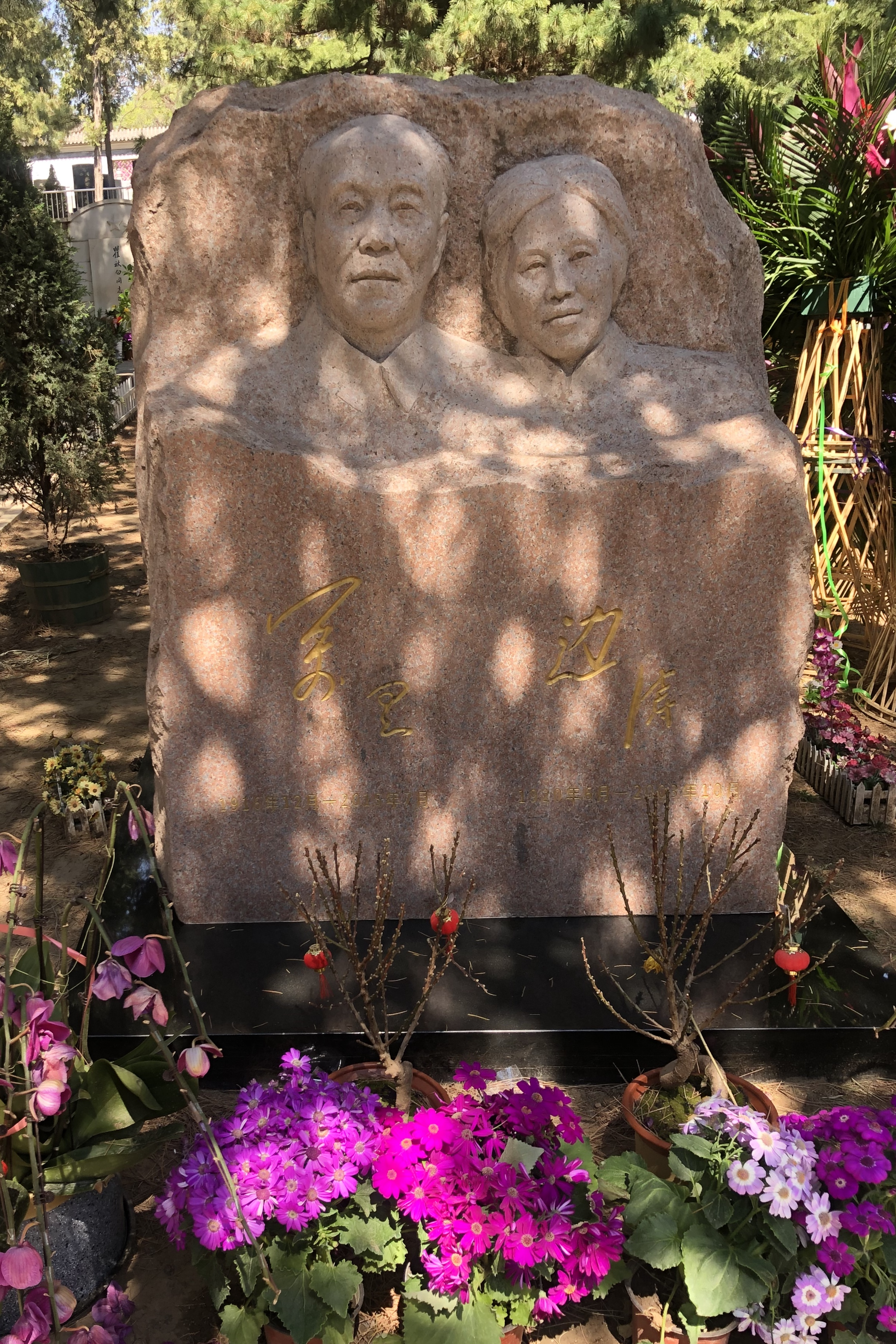
Wan Lis gravsten i Peking

För kejsaren under Ming-dynastin, se Wanli-kejsaren.
Wan Li, född 1 december 1916 i Dongping, Shandong, död 15 juli 2015 i Peking, var en kinesisk kommunistisk politiker. Under sin politiska karriär tjänstgjorde han bland annat som vice premiärminister i Folkrepubliken Kina och som ordförande i Nationella folkkongressen.
Han kommer från Shandong-provinsen och gick med i Kinas kommunistiska parti 1936, Han höll en rad viktiga positioner i både stat och parti efter Folkrepubliken Kinas grundande, men föll i onåd under Kulturrevolutionen. Han rehabiliterares 1973 och tjänstgjorde som järnvägsminister 1975-76.
Under sin tid som partisekreterare 1977 – 1980 och guvernör (1978 – 1979) i Anhui-provinsen var han ansvarig för den inofficiella avvecklingen av folkkommunerna och privatiseringen av jordbruksmarken under ansvarssystemet. Partichefen och guvernören i Sichuan, Zhao Ziyang, genomförde en liknande politik Sichuan och framgångarna i Anhui och Sichuan ledde till att privatiseringen av jordbruket blev officiell politik i Kina vid den elfte centralkommitténs tredje plenarsammanträde den 18-22 december 1978.
Åren 1982-92 var han ledamot i Politbyrån i Kinas kommunistiska parti och 1988 blev han talman i Nationella folkkongressen. När protesterna och massakern på Himmelska fridens torg bröt ut på våren 1989 var han på resa i USA och Kanada och uttryckte sympati för studenterna, men lyckades behålla sina politiska positioner efter hemkomsten till Kina.
2004 uttalade sig Wan Li för mer demokratiska beslutsprocesser i Kina och när den f.d. partichefen Zhao Ziyang avled året därpå uttalade sig Wan och 20 andra veteraner från politbyrån för att Zhao skulle rehabiliteras postumt.